# Chitinophaga agri
Chitinophaga agri è un batterio Gram-negativo, aerobico e a forma di bastoncino lungo, appartenente al genere Chitinophaga.